# Сражение при Бриссарте
Сражение при Бриссарте (фр. bataille de Brissarthe) — состоявшееся в 866 году у селения Бриссарт сражение, в котором войско викингов и бретонцев во главе с Гастингом разгромило войско западных франков под командованием маркграфа Нейстрии Роберта Сильного и герцога Аквитании Рамнульфа I. По различным данным, сражение произошло 2 июля или 15 сентября.

## Исторические источники
О сражении при Бриссарте сообщается в нескольких раннесредневековых исторических источниках: в «Бертинских анналах», в «Ксантенских анналах», в «Фульдских анналах» и в хронике Регино Прюмского. Наиболее подробно о нём повествуется в сочинении Регино Прюмского.

## Предыстория
В IX веке Западно-Франкское государство подвергалось неоднократным нападениям викингов. Одной из целей их набегов была Нейстрия. В начале 860-х годов в неё стали вторгаться и бретонцы, король которых Саломон намеревался увеличить свои владения за счёт франкских земель. Наличие общего врага — франков — привело к заключению союза между викингами и бретонцами. Чтобы обезопасить Нейстрию от дальнейших набегов, король Карл II Лысый в 862 году назначил её правителем Роберта Сильного. Тот вскоре нанёс два крупных поражения соединённому бретонско-викингскому войску, вынудившие Саломона в 863 году заключить с Карлом Лысым Антраммский договор. Однако мирные отношения между франками и Саломоном продлились только до конца 865 года, когда войско бретонцев и викингов захватило и разграбило Ле-Ман.

## Сражение
В начале 866 года викинги (около четырёх сотен воинов) и бретонцы совершили новое нападение на нейстрийские владения Карла II Лысого, разорив Анжу, Мэн и Турень. Опять был разграблен Ле-Ман. Однако в этот раз франкам удалось собрать большое войско из жителей Анжу, Пуату и Гаскони, во главе которого встали уже не раз наносивший бретонцам и викингам поражения маркграф Нейстрии Роберт Сильный, герцог Аквитании Рамнульф I, граф Мэна Гозфрид и его сын Эрве.
Франкским военачальникам удалось перехватить разграбившее Ле-Ман войско под командованием Гастинга у селения Бриссарт, не дав врагам возможности достичь их стоявших на Луаре кораблей. В произошедшем бою войско франков одержало победу: почти все бретонцы и бо́льшая часть викингов погибла, а оставшаяся укрылась в находившейся поблизости каменной церкви. Не имея возможности штурмом овладеть зданием, западные франки осадили норманнов, ожидая на следующий день прибытия стенобитных орудий. Однако вечером викинги предприняли неожиданную для утомлённых боем франков вылазку. Роберт Сильный, уже снявший свои доспехи, возглавил отпор нападению. Франкам удалось отбить атаку, но преследовавший отступавших врагов нейстрийский маркграф погиб у дверей церкви. Его тело было захвачено норманнами и унесено внутрь здания. Вскоре стрелой, выпущенной одним из викингов через церковное окно, был тяжело ранен Рамнульф I: увезённый в безопасное место своими слугами он скончался через три дня. Граф Гозфрид в схватке также получил тяжёлое ранение. Лишившиеся почти всех своих военачальников франки в тот же день сняли осаду и отступили. Викинги же со всей захваченной в походе добычей беспрепятственно погрузились на свои суда.

## Последствия
Победа в сражении при Бриссарте позволила викингам и дальше разорять Западно-Франкское королевство: в том же году они разорили Клермон-Ферран, в следующем году разграбили Бурж, а в 868 году — Орлеан. Они даже разорвали союз с бретонцами и начали совершать набеги на их земли. Тяготы одновременной войны против викингов и франков привели в августе 867 года к заключению Компьенского договора между Саломоном и Карлом II Лысым, по которому к Бретани были присоединены Котантен, Авраншен, часть Анжу и Нормандские острова.